# Marcin Wasilewski
Marcin Wasilewski (* 9. června 1980, Krakov, Polsko) je bývalý polský fotbalový obránce. 26. března 2013 se stal členem Klubu Wybitnego Reprezentanta, který sdružuje polské fotbalisty s 60 a více starty za národní tým.

## Klubová kariéra
Fotbalovou kariéru zahájil v klubu Hutnik Kraków (později přejmenovaný na Hutnik Nowa Huta). Prošel dalšími polskými kluby Śląsk Wrocław, Wisła Płock a Amica Wronki, jenž se v roce 2006 sloučil s Lechem Poznań. V lednu 2007 odešel do belgického klubu RSC Anderlecht za částku cca 800 000 eur.

### RSC Anderlecht
30. srpna 2009 utrpěl otevřenou zlomeninu holenní a lýtkové kosti ve 24. minutě zápasu Jupiler League mezi Anderlechtem a Standardem Lutych, který skončil remízou 1:1. Zranění, které mohlo ukončit jeho kariéru, mu způsobil protihráč Axel Witsel, jenž za faul dostal červenou kartu a následně trest zákazu startu na 10 ligových utkání. Po dlouhé rekonvalescenci se vrátil na fotbalové trávníky 8. května 2010 v posledním kole belgické ligy ročníku 2009/10 (nastoupil na závěrečných 10 minut zápasu s K. Sint-Truidense VV, výhra 2:1). Klub v únoru 2011 ocenil jeho snahu o návrat do týmu a prodloužil s ním o dva roky smlouvu (do léta 2013).
Wasilewski se opět střel s Witselem (který mezitím přestoupil do ruského klubu Zenit Petrohrad) 24. října 2012 v duelu Anderlechtu s domácím Zenitem v základní skupině Ligy mistrů 2012/13. Wasilewski předem oznámil, že si s Witselem nepodá před zápasem ruce, což Anderlecht nehodlal sankcionovat. Nakonec Marcin své rozhodnutí změnil s odůvodněním, že nechce atmosféru zápasu vyhrocovat do osobní roviny. Zenit duel vyhrál 1:0 gólem z pokutového kopu.
30. června 2013 mu skončila smlouva s Anderlechtem.

### Leicester City
V září 2013 podepsal roční smlouvu s anglickým druholigovým celkem Leicester City. Debutoval 24. září 2013 v zápase FA Cupu proti Derby County FC (výhra 2:1, odehrál celé střetnutí). V sezóně 2015/16 získal s Leicesterem City premiérový titul klubu v anglické nejvyšší lize, ačkoli nebyl příliš herně vytížen.

## Reprezentační kariéra
20. listopadu 2002 debutoval v A-mužstvu Polska v přátelském zápase s domácím Dánskem, Poláci prohráli v Kodani 0:2. Marcin se dostal na hrací plochu v 74. minutě. První gól v národním dresu zaznamenal v přátelském utkání 6. prosince 2012 v Abú Dhabí proti domácímu týmu Spojených arabských emirátů. Zvyšoval na průběžných 2:0 pro Polsko, evropský celek nakonec zvítězil rozdílem třídy 5:2.
Zúčastnil se EURA 2008 ve Švýcarsku a Rakousku a EURA 2012 v Polsku a na Ukrajině.

### EURO 2008
Na Mistrovství Evropy 2008 konaném ve Švýcarsku a Rakousku nastupoval na místě pravého obránce. Odehrál všechny tři zápasy polského týmu (vedeného nizozemským trenérem Leo Beenhakkerem) na šampionátu, postupně 8. června proti Německu (porážka 0:2), 12. června proti Rakousku (remíza 1:1) a 16. června proti Chorvatsku (porážka 0:1). Polsko se do čtvrtfinále neprobojovalo, obsadilo se ziskem 1 bodu poslední čtvrté místo základní skupiny B.

### EURO 2012
Na Mistrovství Evropy 2012, kde mělo Polsko jako pořadatelská země (společně s Ukrajinou) jistou účast, se v zahajovacím utkání celého šampionátu 8. června s Řeckem (remíza 1:1) objevil na místě stopera (středního obránce). Na tomto postu odehrál i další zápasy skupiny 12. června proti Rusku (opět 1:1) a 16. června proti České republice (prohra 0:1). Polsko do čtvrtfinále nepostoupilo, obsadilo se ziskem 2 bodů poslední čtvrté místo základní skupiny A.

### Reprezentační góly
Góly Marcina Wasilewského za A-tým Polska
| Gól | Datum       | Stadion                                         | Soupeř  | Skóre | Výsledek | Soutěž          |
| --- | ----------- | ----------------------------------------------- | ------- | ----- | -------- | --------------- |
| 010 | 6. 12. 2006 | ZSC Stadion, Abú Dhabí, Spojené arabské emiráty | SAE     | 0:2   | 2:5      | Přátelský zápas |
| 2   | 12. 8. 2009 | Zdzisław Krzyszkowiak Stadium, Bydhošť, Polsko  | Řecko   | 1:0   | 2:0      | Přátelský zápas |
| 02  | 2. 6. 2012  | Stadion Wojska Polskiego, Varšava, Polsko       | Andorra | 4:0   | 4:0      | Přátelský zápas |